# 廣九直通車
廣九直通車（又稱穗港直通車、粤港直通車、城際直通車廣東線）是來往中华人民共和国广东省省會广州市的廣州東站及香港特別行政區的香港紅磡站的直通客運列車服務，由广州局集团广深铁路股份有限公司广九客运段广九车队及香港鐵路有限公司負責營運。
廣九直通車因2019冠状病毒病疫情於2020年1月30日起暫停運作，直至另行通告。2024年7月31日，广州及东莞铁路口岸和香港红磡管制站关闭，广九直通车正式停运。

## 概况
廣九直通車及其前身之城際列車自1911年開始提供服務，於第二次世界大戰期間及中華人民共和國成立後兩度中斷服務，其行走的路段是廣九鐵路（即現在港鐵東鐵綫及廣深鐵路的前身）歷史最悠久的列車運行區間之一。
截至2020年1月30日暫停服務之前，廣九直通車每日共开行9對（18班）列车（單數車次往紅磡，雙數車次往廣州東），其中1對通过東莞市常平站，紅磡至廣州東之間單程約需2小時。
另外，廣九直通車于1993年开行至佛山站的直通车，同时在1995年至2017年一度延长至肇庆站始发。但随着广深港高速铁路香港段的开通以及香港西九龙站的启用，现时已取消往来佛山的直通车。
列车在香港段與港鐵東鐵綫共用路軌，而在深圳與廣州之間經由廣深鐵路Ⅲ、Ⅳ线（普速线）运行。

## 歷史

### 通車初期
1898年，中英銀公司獲特許權，興建香港至廣州的鐵路，這鐵路被稱為九廣铁路（香港命名）或广九铁路（粵境命名）。當時，香港與廣州（廣東）雖然分治，並穿越中港邊境，但實際上兩地間並不設邊境檢查；而廣九鐵路本來的設計，就已經是一條計劃在九龍至廣州之間作整體運行的城際鐵路，因此亦未有現時跨境「直通車」的概念。
1906年，位於英屬香港境內的九廣鐵路英段動工，位於中國境內（時為清朝政府統治）的廣九鐵路華段亦隨後於1907年動工，以连接香港与廣東省城（廣州）。1910年10月1日，九廣鐵路英段率先通車，香港境內的列車同日開行。及至1911年10月5日，華段正式投入服務，行走整條廣九鐵路、來往香港與廣州間的列車（即九廣直通車前身）也於同日開行，按1911年時間表，九龍至廣州間單程約需5小時。
廣九鐵路廣州的終點站最初設在大沙頭，经吉山、石龍、常平、樟木頭、深圳、粉嶺、大埔墟、沙田及油麻地等地到達位於尖沙咀的九龍總站，全长178.55公里。通車初期，每天開出兩對列車，座位分為頭等及二等，票價分別為5.4銀元及2.7銀元。1936年至1937年间，香港九广鐵路局更提供豪华列車服务，改装了两辆柴联车，分别命名为「广州淑女」（Canton Belle）和「大埔淑女」（Taipo Belle），设有酒吧区和观景厢。1936年10月14日，「大埔淑女」更創下九龍至廣州間2小時15分不停站的最快車程記錄。
1937年，抗日戰爭期間，廣九鐵路華段經常受到日軍空襲，只能維持有限度服務。1938年10月，日军進攻廣州，同月華段在香港以北15英里處被日軍截斷，廣九兩地間的列車服務即告中斷。1941年12月日本發動太平洋戰爭揮軍入侵香港，為拖慢日軍入侵的速度，英軍在鐵路沿線進行破壞及爆破，广九铁路於香港淪陷後被日军完全佔領，日軍隨即對英段進行必要的維修，以便转为军用鐵路，但因為畢架山隧道等設施受損嚴重，要到1942年4月才恢復通車。戰後，廣九鐵路於1946年遂步恢復運作。
然而，由中國共產黨領導的中華人民共和國於1949年10月1日成立，中國人民解放军南下於1949年10月14日進佔廣州和石龍，政治環境轉變令到省港兩地間的列車服務再告中斷，此後停運30年。廣九鐵路英段及華段以羅湖橋為界，兩地政府於此設立邊境，一般客運列車互不相通，乘客到達邊界必須下車自行過境。自此英段及華段鐵路由兩地政府各自經營及提昇，標準各異，加上兩地政治分歧與邊境檢查問題，相對於兩地轄境內各自運行的列車，跨境「直通車」概念因而萌生。

### 中華人民共和國成立後

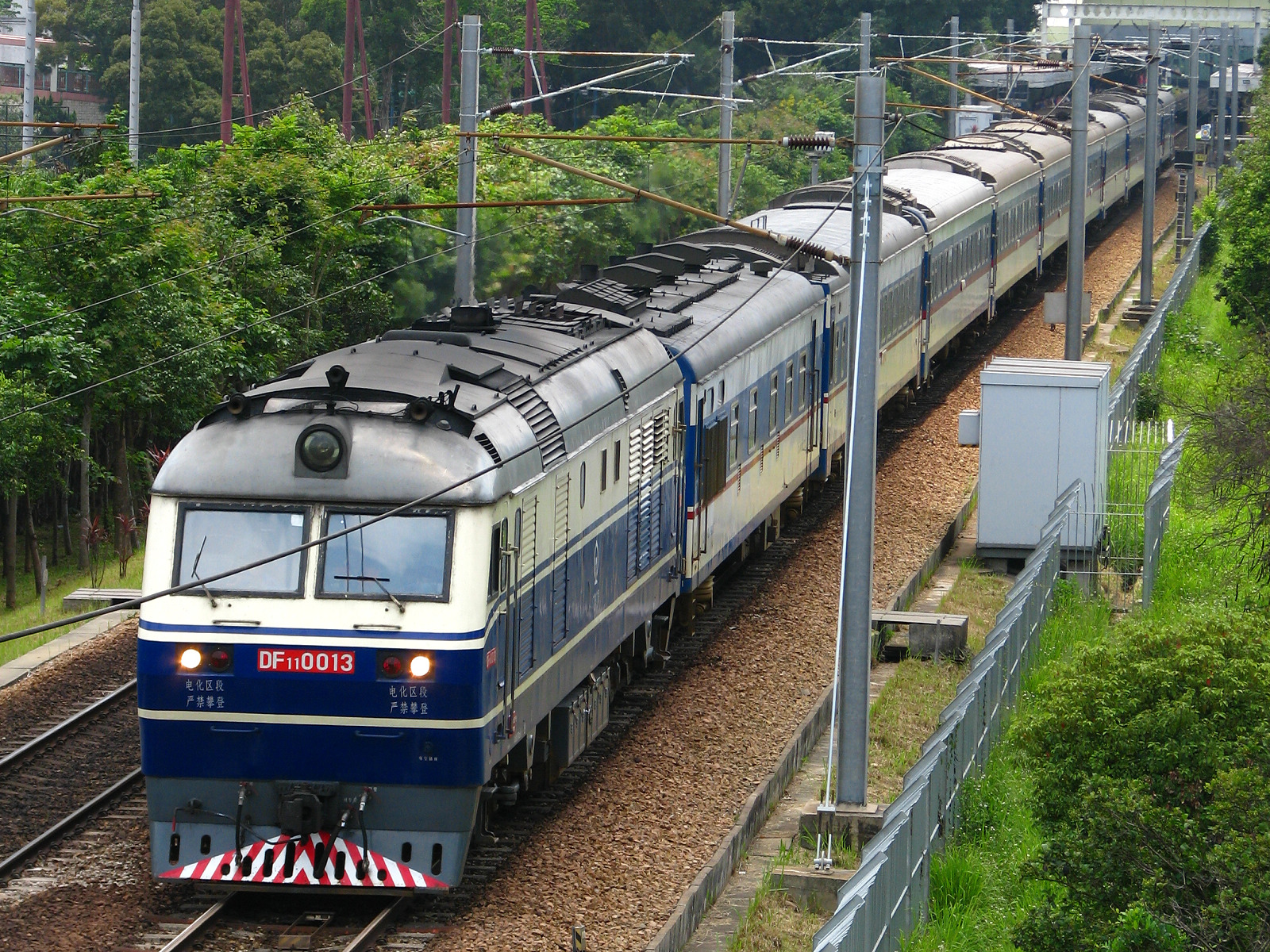
2010年5月，東風11型柴油機車牵引25Z型客車运行广九直通车

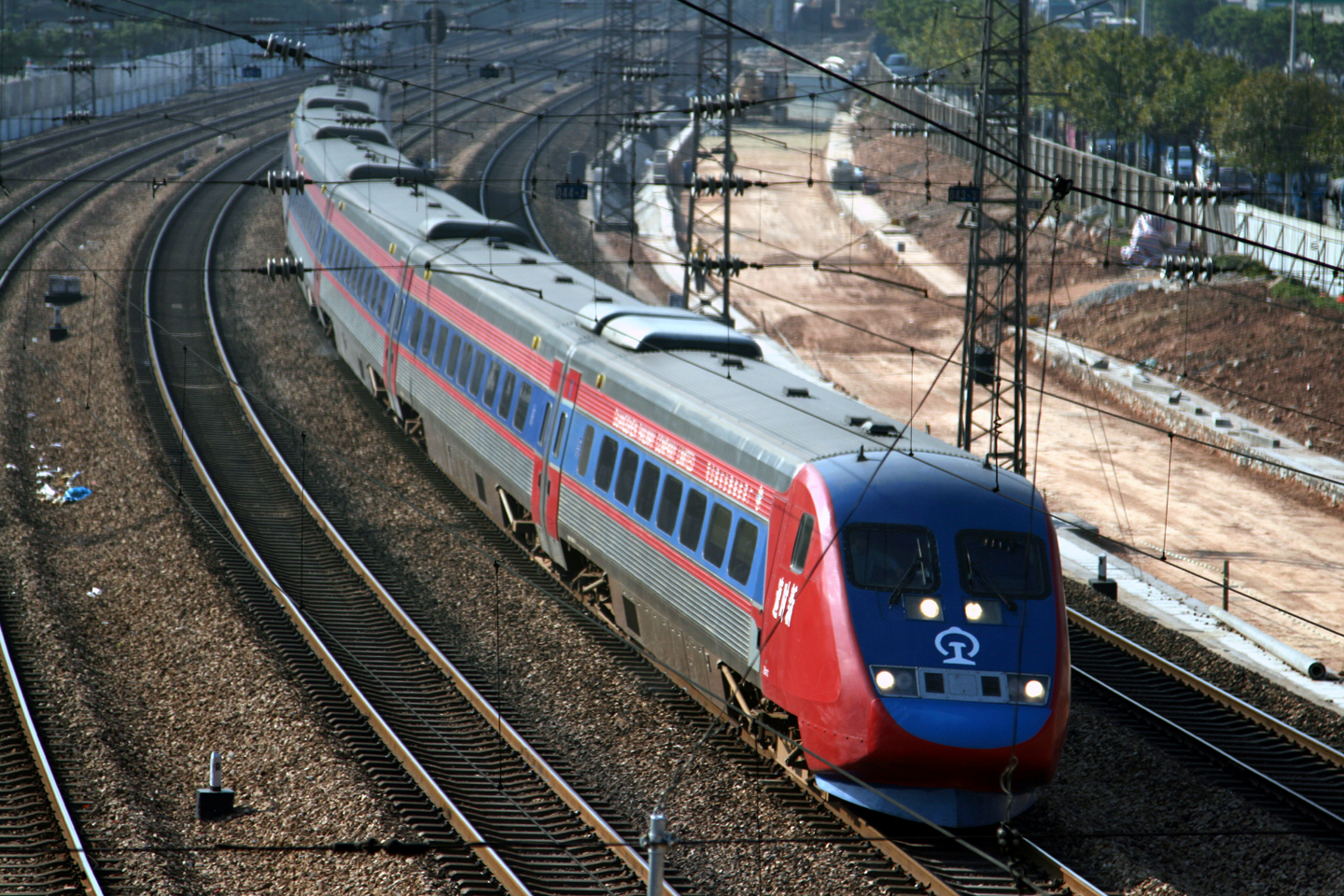
「新时速」直通車

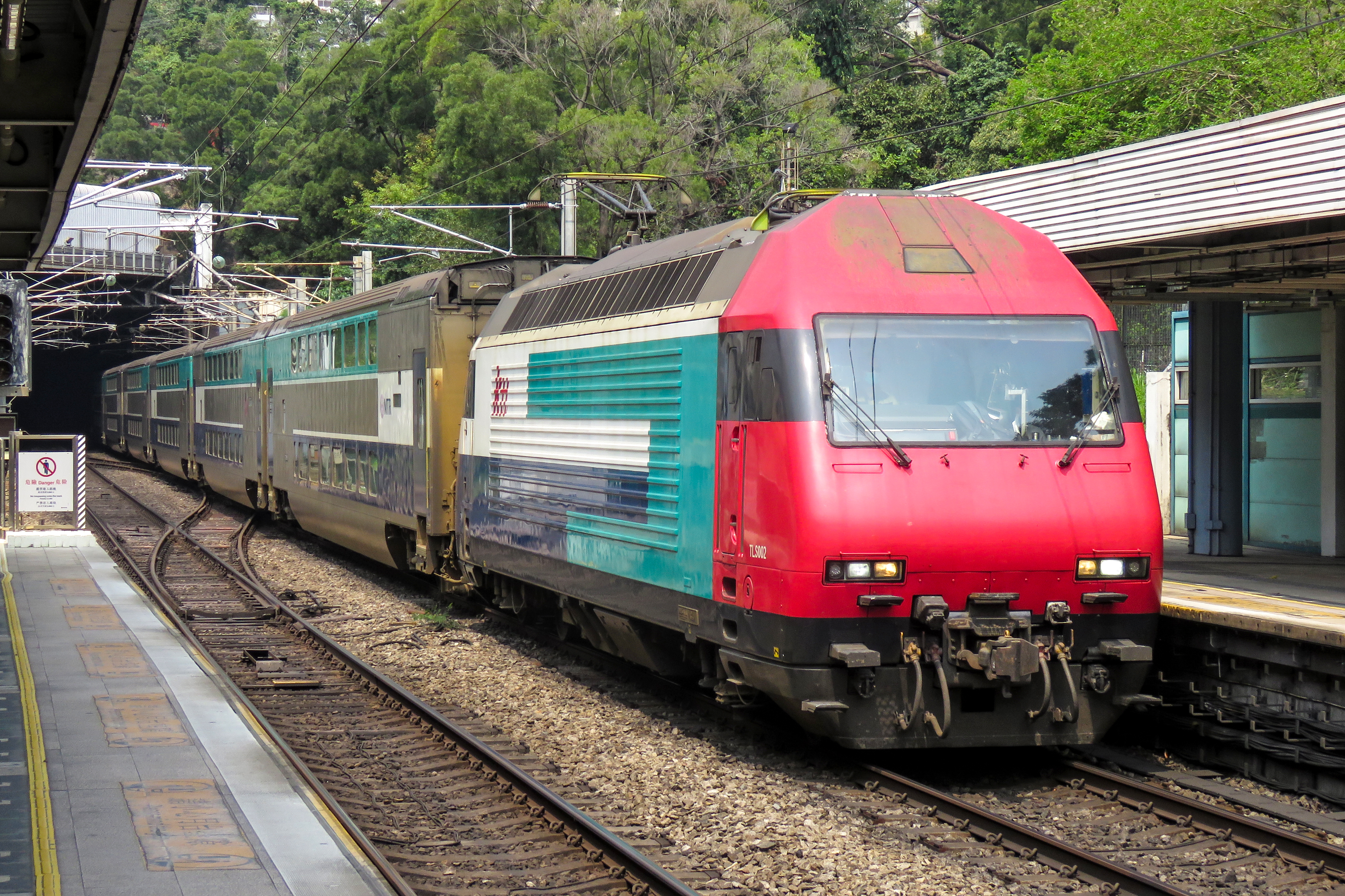
港铁担当之九廣通直通車（KTT）

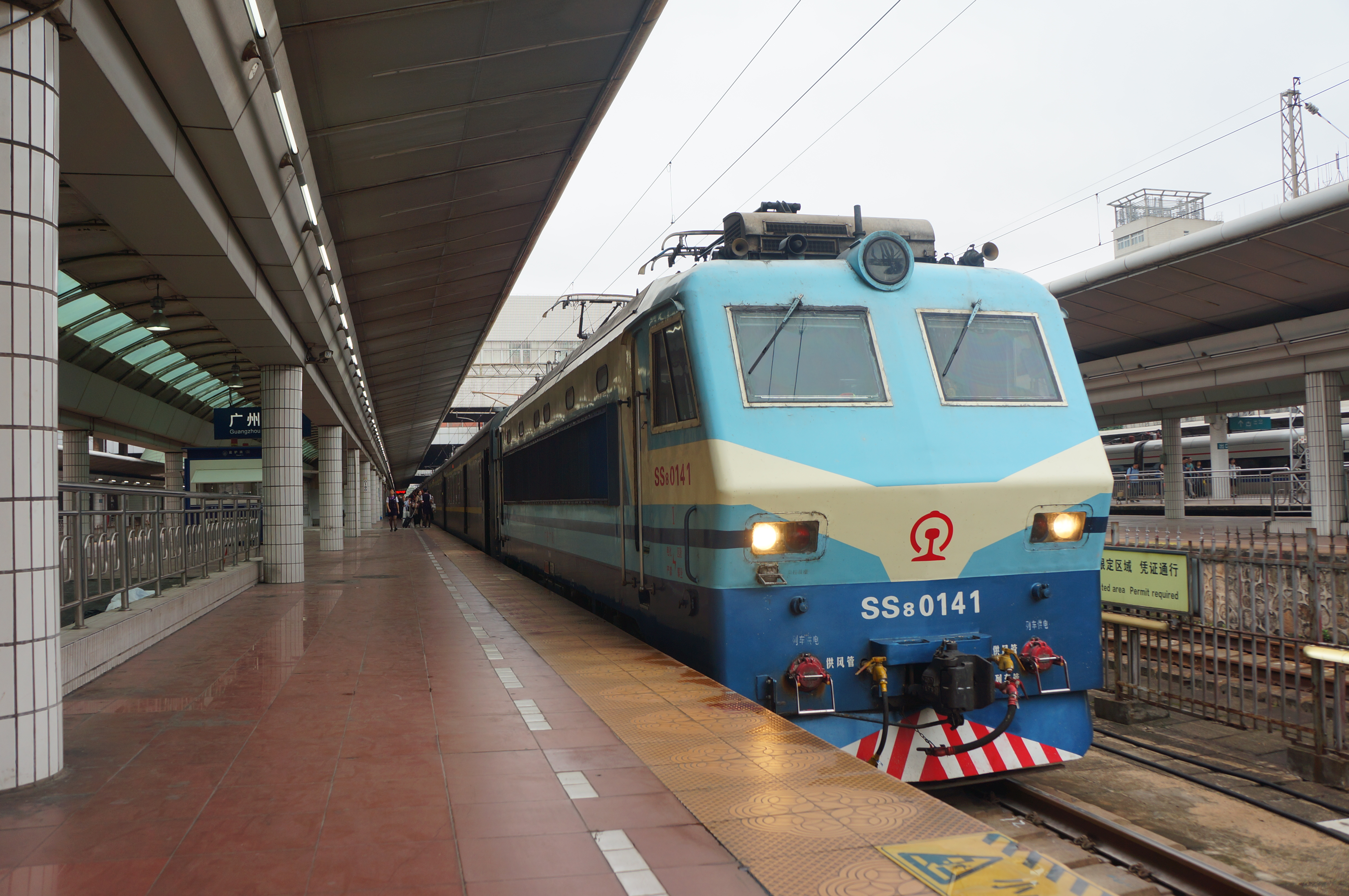
韶山8型电力机车牵引25T型客車停在广州东站口岸隔离限定区（3站台）内

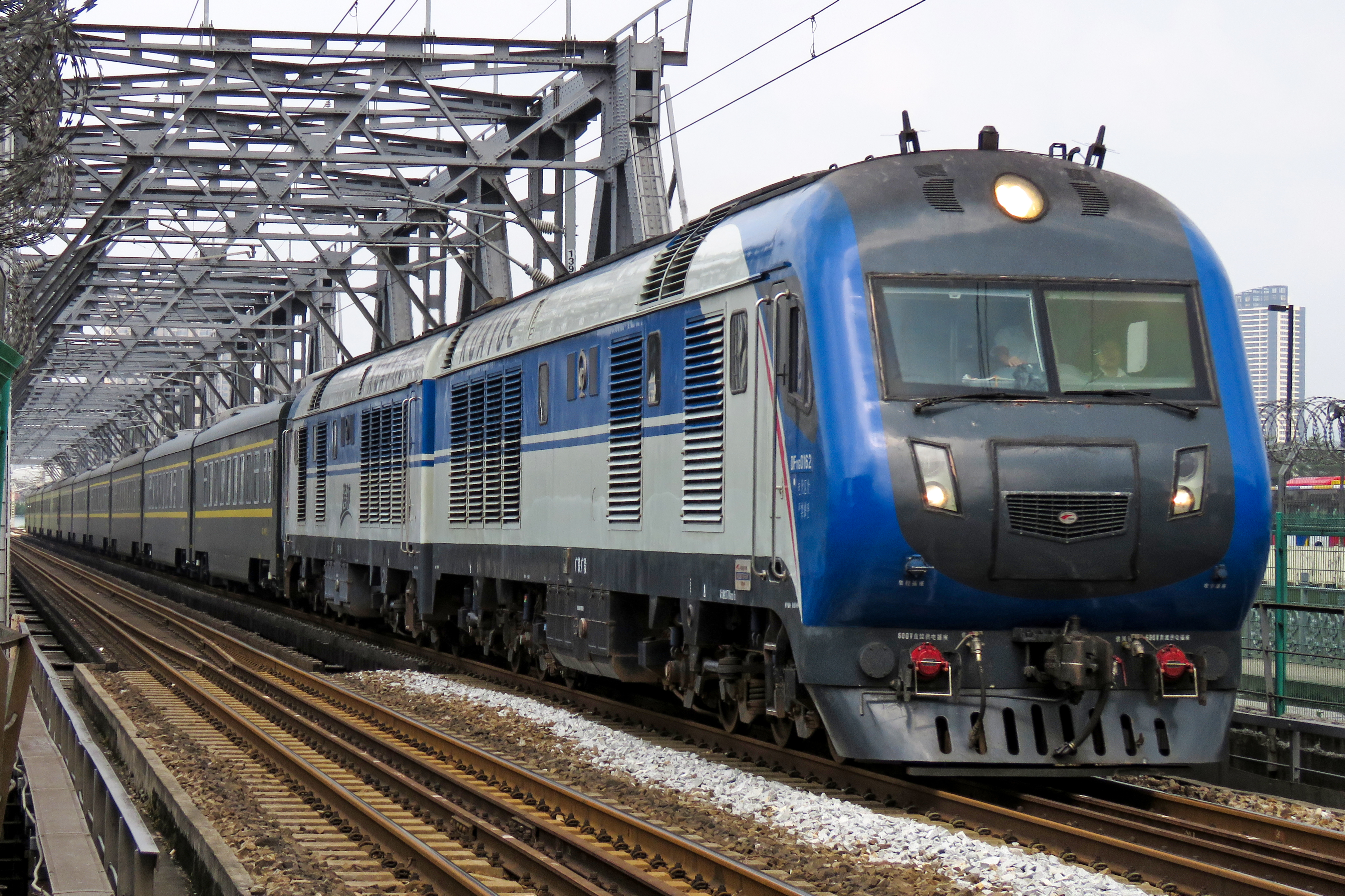
DF11G牵引红磡-佛山直通车通过广州珠江大桥西桥

中華人民共和國成立後，中国大陸曾与香港政府几次商议恢复直通车服务，虽然中华人民共和国国务院总理周恩來曾於1950年代初提出希望兩地恢復運行直通火車，但因政治运动等多种因素，一直无法达成协议。1957年10月，港穗直通火車談判因移民入境管制問題難以解決而破裂。
随着中華人民共和國在七十年代末开始实行改革开放，1979年1月初，中華人民共和國开始派人与香港政府接触，商讨恢复直通车，然后九广鐵路局也主动向广州铁路局（今广铁集团）提出此问题，广州铁路局上报铁道部，及后在1月25日，鐵道部向国务院申报了《关于开行广州—九龙直通旅客列车问题的请示》，很快国务院批准了「积极进行直通客车的筹备工作，力争尽快开行」，并获邓小平直接批示，接着广州铁路局开始进行准备，包括扩建广州站（当时广州火车站已迁至流花桥的新客站），兴建大型联检房和候车厅，并在3月16日完成试运行。同年3月20日，广州铁路局和九广铁路局的代表正式签订通车协议。因时任香港总督麦理浩在三月下旬访问北京时表示，希望返回香港时能乘坐首班省港直通车，所以通车日期最终定於4月4日。首列港穗直通車的開行儀式在廣州火車站舉行，广东省和广州市主要官員、香港总督麦理浩和夫人，以及香港各界人士应邀出席。上午8时20分，铁道部副部长耿振林为首发91次广九直通旅客特别快车剪彩。上午8時半，中斷了30年後恢復通車的首班省港直通車从廣州開出，由东风3型0149号内燃机车牵引四方厂製24型空调客车，列车进入香港境内的罗湖站后由港方的带道司机指引进入香港路段，约3小时后到达香港九龙紅磡站，其中港段运行时间约55分钟。
当时每日开行广九直通旅客特别快车一对，广州开往九龙的91次列车，开车时间是上午8时30分；由九龙开往广州的92次列车，下午1时开车。列车单程行车时间2小时54分。东风3型内燃机车牵引由10辆空调软座车、1辆发电车、1辆餐车、1辆行李车组成的列车车底，当时单程票价为应合港币53.5元/人民币16元（当时汇率约合每百港元兑换人民币30元）。旅客可以在广州办理出境手续后，直接乘坐火车从广州到达九龙站（红磡站），然后办理入境手续，免去了携带行李徒步走罗湖桥的过程。每班列车載客限額640人，全年客流僅容许30多萬人次。而负责列车乘务工作的列车员，由原广深二组所担任（后来改称广九客运段广九二组，20世纪末改名为广九车队）。第一批48名直通车列车员，不仅是从广州铁路局3000多名列车员中挑选出来的，而且条件非常严格，并要通过政治检查，且每位乘务员不得有收小费、红包的行为。列车开行初期，乘务员实行「八个一」服务法（问一声你好、扶一把旅客、做一件好事、说一声再见、拿一拿行李、一项特色服务、一个微笑、旅客不满一声道歉）；现时乘务员实行4S服务法（smile微笑、safe安全、silent安静、sweet亲切），这一服务法也延伸到广州局集团担当的高铁列车上。广九车队先后获得全国五一巾帼标兵岗、全国三八红旗先进集体、全国新长征突击队、全国青年文明号等荣誉。

#### 增班
1979年4月15日，广州举办第45届广交会，大多数采购商的第一交通选择便是乘坐广九直通车。随着客流增长，1980年1月11日，第二对广九直通车开行；1984年7月1日又开行了第三对，1986年增至每日4对，春节时再开加班车，同時列車總載客量增至840人，直至准高速列車在1995年投入服務後才減至624人。即使如此当时车票仍供不应求。直至1994年廣深高速公路开通后，客流增長受大巴竞争而放缓。
从1984年开始，广九直通车开行夜晚到达九龙的列车，为解决列车乘务员在香港的住宿问题，位于尖沙咀的乘务员公寓应运而生。该公寓位于漆咸道南39—43号「铁路大厦」。按照规定，乘务员从红磡站出来，就由专车送到公寓，次日早上再乘专车返回红磡站上车；平日任何人都不准以任何理由请假外出，也不得在公寓会客和接待亲友，基本與香港邊檢禁區無異，此等规定并一直沿用至2020年1月30日暫停服務。
廣九直通車對中國对外开放的改革歷程有相當重要的意義。據統計，由1979年4月到1980年年底，已有25个国家和地区的首脑及外交大臣在到中國进行国事访问时，乘坐廣九直通车出入境。包括前任新加坡总理李光耀，美国总统理查德·尼克遜、美国副总统華特·蒙代尔、美国国务卿亨利·基辛格等，經香港到深圳前往北京。
1982年12月28日起，广州铁路局与香港九广铁路决定调整直通车的票价和行李、包裹运费，约分别提高47%和30%。1984年，在改革开放浪潮下，为了迎合港澳台旅客较为“西方”的观念，担当广九直通车乘务的广九客运段要求乘务员化淡妆，穿西服，打领带，穿皮鞋，开创了全国铁路服务的先河。1985年，91/92次直通车首次挂上豪华餐车，以及在101/102和107/108次直通车的餐车上实行自助餐模式，成为中国铁路第一个提供自助餐服务的列车。后来，广九直通车更成为全路首列推行无干扰服务的列车，还是第一个开展免税商品销售服务的列车，更是第一个列车员实现普通话、英语、粤语服务的车队。
1993年1月，开行广东省佛山—香港的直通車，当时车次为191/194（往九龙）、192/193（往佛山），更在1995年3月28日延伸至肇慶，当时的车次是101/104（往九龙）、102/103（往肇慶），由广铁集团羊城铁路总公司广州客运段担当。
1994年，廣深鐵路完成准高速改造，1995年3月27日，港穗直通車开始使用25Z型准高速客车，最高時速提升至160公里，运行时间缩短到1小時45分，并使用当时代表准高速列车的“Z（准）”字头车次，每日4对准高速列车。同年10月8日起，港穗直通車開始在東莞市常平鎮的常平站停靠（常平站於1997年12月23日升格並更名為東莞站，後於2013年6月20日復名為常平站），为来往香港与东莞的旅客提供更大的方便，至今大部份港穗直通車的班次仍均會停靠常平站。
1996年港穗直通車的北面終点遷往位於天河區的廣州東站。到1997年香港主權移交时广九直通车每日开行六对，年载客量148万。

#### 高速化
1998年6月1日，廣深鐵路電氣化工程完成，港穗直通車开始使用最高時速達200公里的「新時速」摆式高速列車，运行时间縮短至最短90分鐘；在開通首兩年，新時速列車的大修均安排於列車抵港後，進入九鐵何東樓維修中心進行。至1998年8月28日，九廣鐵路公司購入的九廣通列車正式投入服務，此前港穗直通車只是由广深铁路股份有限公司单方面担当营运的车辆。九廣通初期每日來回各開出1班，現時九廣通每日則有來回3班。
1999年6月28日，广九直通车先后开行了第5、6、7对。2001年6月13日，广深铁路股份有限公司与香港九廣铁路公司联合开行东莞至九龙的「假日直通车」，逢星期五、星期六、星期日开行，车次为T823/818次，服务项目、服务标准与其他廣九直通车一致。从2002年12月25日起，假日直通列车由周末开行改为每周二至周日开行，每周开行6日。随着《内地与香港关于建立更紧密经贸关系的安排》（简称CEPA）的实施，在2003年6月28日和10月20日分别增开了第8对和第9、10对广九直通车，而来往东莞和九龙的直通车也于2003年6月30日被取代。截至2004年4月，恢复运行25年来，广九直通车已运送旅客4500万人次。2004年4月18日起，广九直通车新增开2对，开行总数增至12对，平均每隔一个小时开行一趟，并将直通车车票预售期延长为60日。
2001年，廣鐵打算將「藍箭」高速列車引入廣九直通車服務，並於同年安排此型車輛到香港進行動態界限及動態測試，但最後因未能通過測試而未有引入。
2006年广深集团收购原羊铁广州客运段担当开行的直通车1对。
2006年10月16日，香港特别行政区行政长官曾荫权在乘坐T801次广九直通车时写下题词：「感谢你们的专业服务。」

#### 普速化及完全電氣化
2008年12月21日起，根據港鐵最新公佈的廣九直通車時刻表，所有廣九直通車（包括九廣通）均會改為行走廣深線中的第三線及第四線（即普速線），所以列車時速會由160km/h降至140km/h，行車時間有所增加。2008年年運送旅客增加到的304.3萬人次。
2010年10月22日，台湾著名作家李敖乘坐广州东开往九龙红磡的T815次广九直通车时，有感于列车的优质服务，特意题词「我欲乘风归去，只有广铁称心」，并主动和乘务员合影留念。截至2010年10月，广九直通车自1979年4月恢复运行以来载客量已逾6250万人次。据广铁集团统计，30年以来广九直通车客流类型也有很大改变，恢复运行初期客流大多为外宾、海外华侨和港澳台旅客，而今则以出境内地游客及商务客为主，其中内地客普遍占到五成以上。
2012年7月16日起，由於紅磡貨場永久停用，所有在港過夜廣九直通車，均改於港鐵何東樓車廠北廠近馬場站泊位停泊。
2012年12月21日中华人民共和国铁道部实行新运行图，此前由广深铁路股份有限公司担当的直通车告别开行了18年的25Z型车，以全新的25T型车面世，並全面改用韶山8型電力機車推動（與此同時，港鐵正式實施完全電氣化，包括直通車在內載客列車一律以電力推動）；而最後一班採25Z車底的廣九直通車為同日開出的T812次，順便以載客的方式將車底回送到廣州。但因线路设计原因，列车最高速度仍然为140km/h，同时，广九直通车上的乘务员也换上新装，以全新的面貌与姿态迎接广大旅客。
在2013年，廣九直通車接送了430萬人次客流，2014年2月1日（年初二），創下單日14600人次客流的最高紀錄。2014年10月下旬，因應12月10日調整全國新運行圖，12月出發的廣九直通車車票暫停發售，並於11月上旬正式發售。
2017年4月16日起，因肇庆站改造，肇庆铁路客运口岸停止服务，肇慶至紅磡的直通車的始發終到站由肇慶站改至佛山站。

#### 廣深港高鐵开通后
2019年4月1日起，中國鐵路總公司把「九龍站」更名為「香港紅磡站」，城際直通車車票上的列印名稱由「紅磡（九龍）」改為「香港紅磡」。
随着广深港高速铁路香港段的开通以及香港西九龙站的启用，当中部分原有直通车客流开始改乘高铁来往港穗间。自2019年7月10日全国铁路运行调图开始，肇港高速动车组列车、邕港高速动车组列车开设运营并经停佛山西站，因此有3对直通车（包括1对直达列车）被停运，来往佛山站的服务也就此停止，以增强東鐵綫於香港境內之客運服务。隨後廣深公司利用閒置車底一組編組方式：SS8+RZ25T+SS8）開行廣州東~河源~深圳~河源~廣州東的直達特快旅客列車。
2020年1月28日，香港政府鑑於2019冠状病毒病疫情的擴散，宣佈包括香港紅磡站在內的若干個跨境口岸，將於同月30日凌晨零時起暫停服務，故自1月30日起開行的廣九直通車班次將會取消，直至另行通知。
2020年4月，廣深公司利用因受新冠肺炎影響而閒置的廣九直通車車底一組及原廣州東/深圳~河源管内直車底（編組方式：SS8+RZ25T+SS8）開行廣州東~龍川~深圳（過夜）~龍川~廣州東的直達特快列車。
2021年12月15日，佛山、肇庆铁路口岸正式关闭。其后赣深客运专线在2021年12月10日通车，其在东莞南站设有连接广深铁路I、II線的联络线，屆時列车可由香港西九龙站经广深港高铁至深圳北站后，通过赣深客专、联络线前往广深线至广州东站或广州站，並可開行來往广州东站或广州站及深圳北站／香港西九龙站的動車組列車。
2022年4月，有消息指出港鐵將於短期內解散負責營運城際直通車的客運部門，部份員工已調往港鐵其他部門工作。另外，港鐵已停止保養雙層九廣通列車的恆常檢查、維修等保養，亦沒有訂購後備零件，暗示列車今后不会恢复运行。港鐵方面未有直接回應，僅指通關及恢復跨境鐵路服務等安排，有待政府公布。運房局回覆時同樣未回應直通車會否永久停運，僅指政府會繼續密切留意兩地疫情發展，適時就恢復跨境列車服務作全盤考慮。2022年12月30日，港鐵城際直通車官網和手機應用程式停用。
2024年7月5日，因广州东站往返香港西九龙站的G字头列车已实质上取代普速广九直通车服务，中华人民共和国国务院批准关闭广州和东莞的内地与香港跨境普速列车（城际直通车）铁路口岸，海关总署7月31日正式公告关闭上述普速铁路口岸，香港入境处亦在同日关闭红磡站内的管制站，自此广九直通车结束营运。

## 班次
以下時間表截至2019年7月10日：
| 下行班次 | 广州东 | 常平  | 香港紅磡 |
| -------- | ------ | ----- | -------- |
| Z801     | 08:19  | 09:03 | 10:17    |
| Z811     | 09:30  | 10:14 | 11:28    |
| Z815     | 10:37  | 11:21 | 12:33    |
| Z807     | 12:03  | -     | 13:56    |
| Z803     | 14:04  | 14:48 | 16:02    |
| Z817     | 15:38  | 16:22 | 17:34    |
| Z809     | 17:33  | 18:17 | 19:31    |
| Z805     | 19:33  | 20:18 | 21:33    |
| Z819     | 20:40  | 21:24 | 22:36    |

| 上行班次 | 香港紅磡 | 常平  | 广州东 |
| -------- | -------- | ----- | ------ |
| Z814     | 08:00    | 09:10 | 09:57  |
| Z806     | 09:24    | 10:36 | 11:23  |
| Z802     | 10:52    | 12:04 | 12:51  |
| Z812     | 12:23    | -     | 14:17  |
| Z816     | 13:11    | 14:21 | 15:08  |
| Z808     | 14:32    | 15:44 | 16:31  |
| Z804     | 16:35    | 17:47 | 18:34  |
| Z818     | 18:05    | 19:15 | 20:02  |
| Z810     | 20:01    | 21:13 | 22:00  |

## 车票
车票预售期30天，开车前20分钟在车站窗口停止售/取票。电话/网上购票必须在香港取票，每张车票收取手续费港币12元（大小同价）。
根据国家外汇管理局要求，2017年5月1日起，旅客在廣州東、佛山、肇慶、常平站购买廣九直通車车票，均按人民幣核收相關費用，不再收取港幣。同時，為方便港澳市民購票，廣州東、佛山、肇慶、常平站增加銀行卡購票業務（只限银联卡）。
旅客亦可於港鐵直通車官方網站預訂車票，惟所有經香港系統預訂的車票只可於香港境內以及广州的指定取票點取票，並需要收取網上訂票的行政費用。

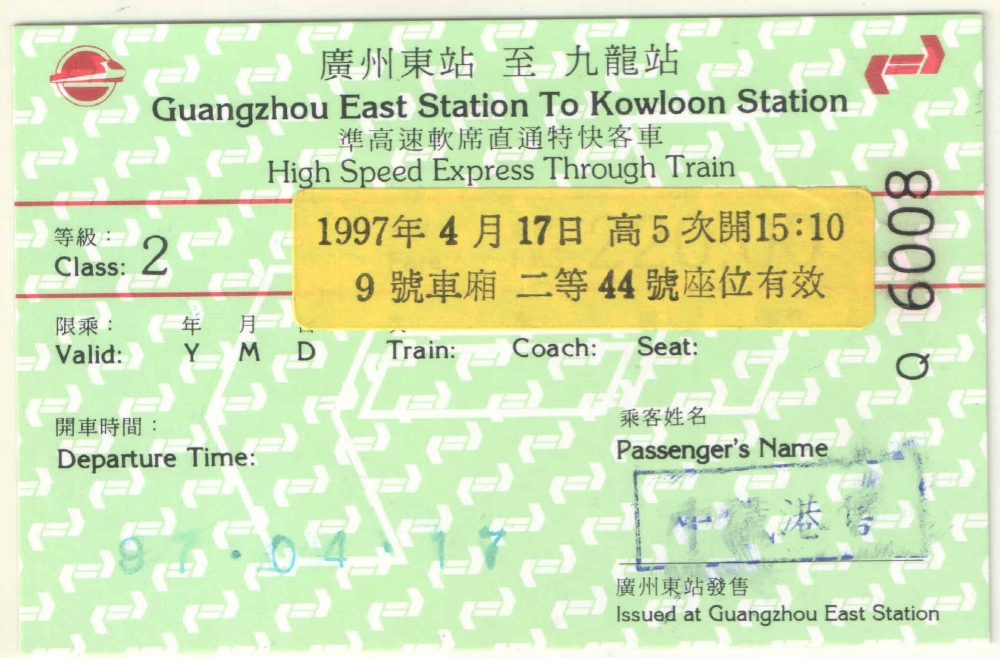
九龍站更名爲紅磡站前廣州東至九龍的廣九直通車車票
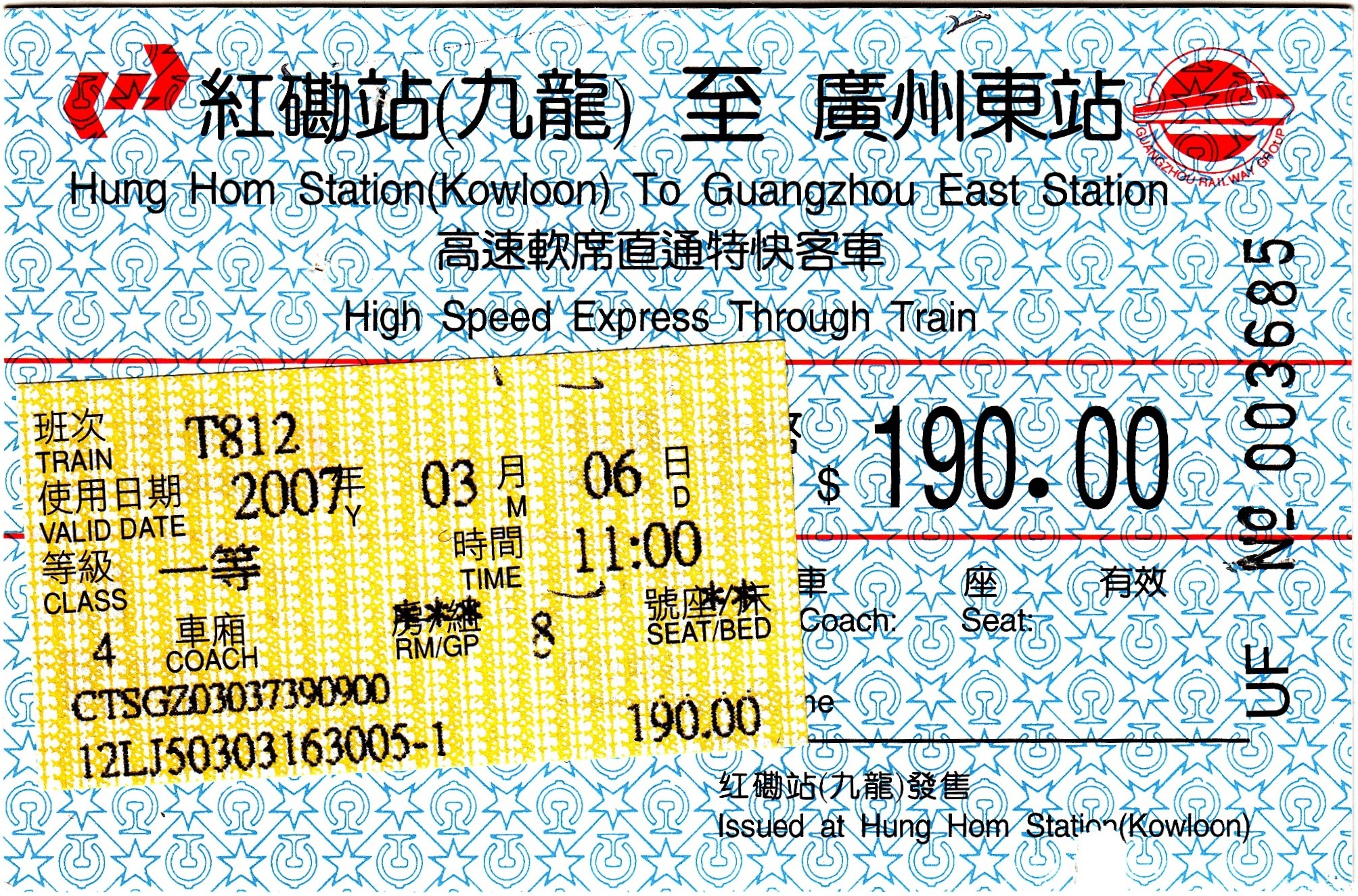
兩鐵合并前紅磡（九龍）至廣州東的九廣直通車車票
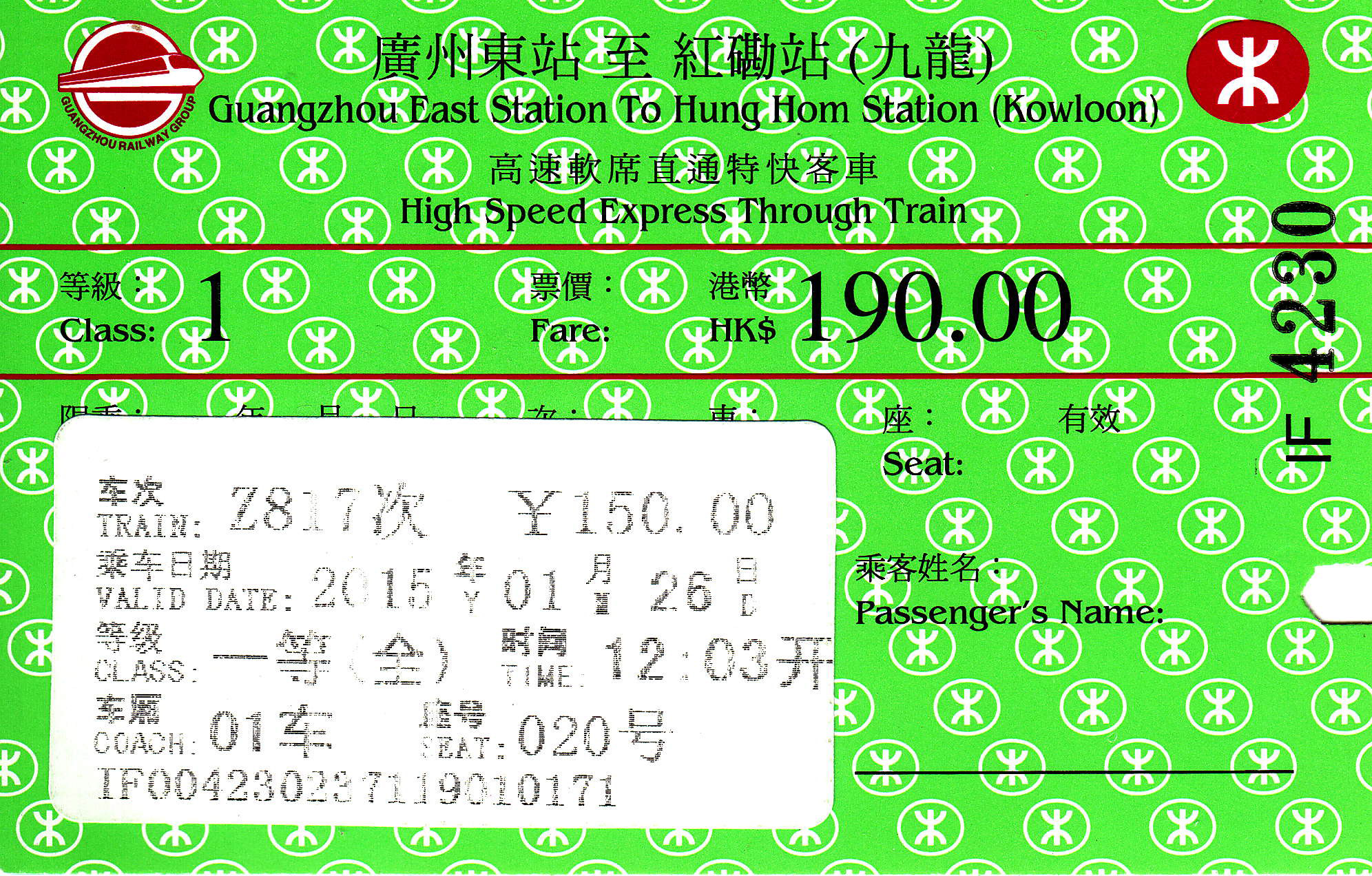
2016年7月前廣州東至紅磡（九龍）的广九直通车车票
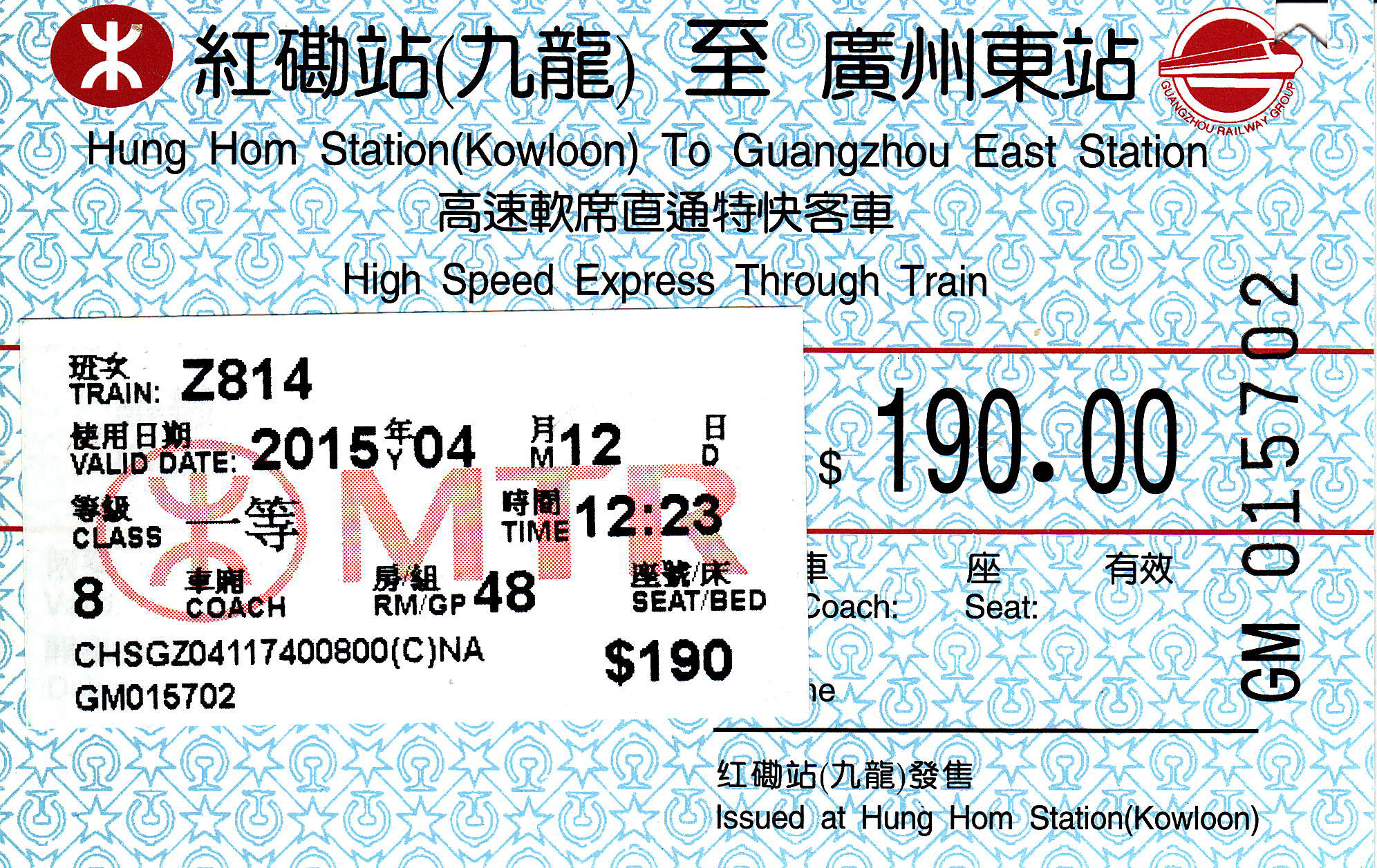
2016年7月前紅磡（九龍）至廣州東的九广直通车车票
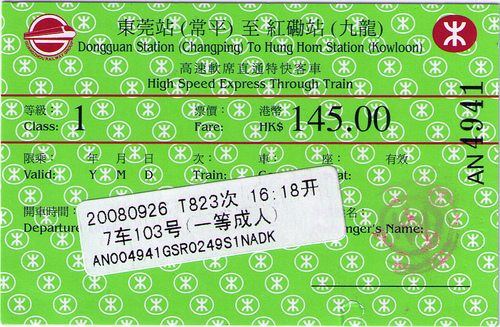
2016年7月前东莞（常平）至紅磡（九龍）的广九直通车车票

### 票价
| 單程          | 成人                  | 小童                  |
| ------------- | --------------------- | --------------------- |
| 廣州東 ↔ 紅磡 | 特等：$250 一等：$210 | 特等：$125 一等：$105 |
| 常平 ↔ 紅磡   | $155                  | $78                   |

- 上表所示票價皆為港幣。廣九直通車票價以港幣為基準，於中國內地購票車費將按購票當日內地鐵路當局訂定之匯率換算為人民幣收取，並不時依匯率浮動。
- 5-9岁的乘客可购小童票，年滿十歲的乘客則須購買成人票。持成人票乘客每人可陪同一位不满5岁且不占座的小童免费乘车。[59]

## 使用车辆

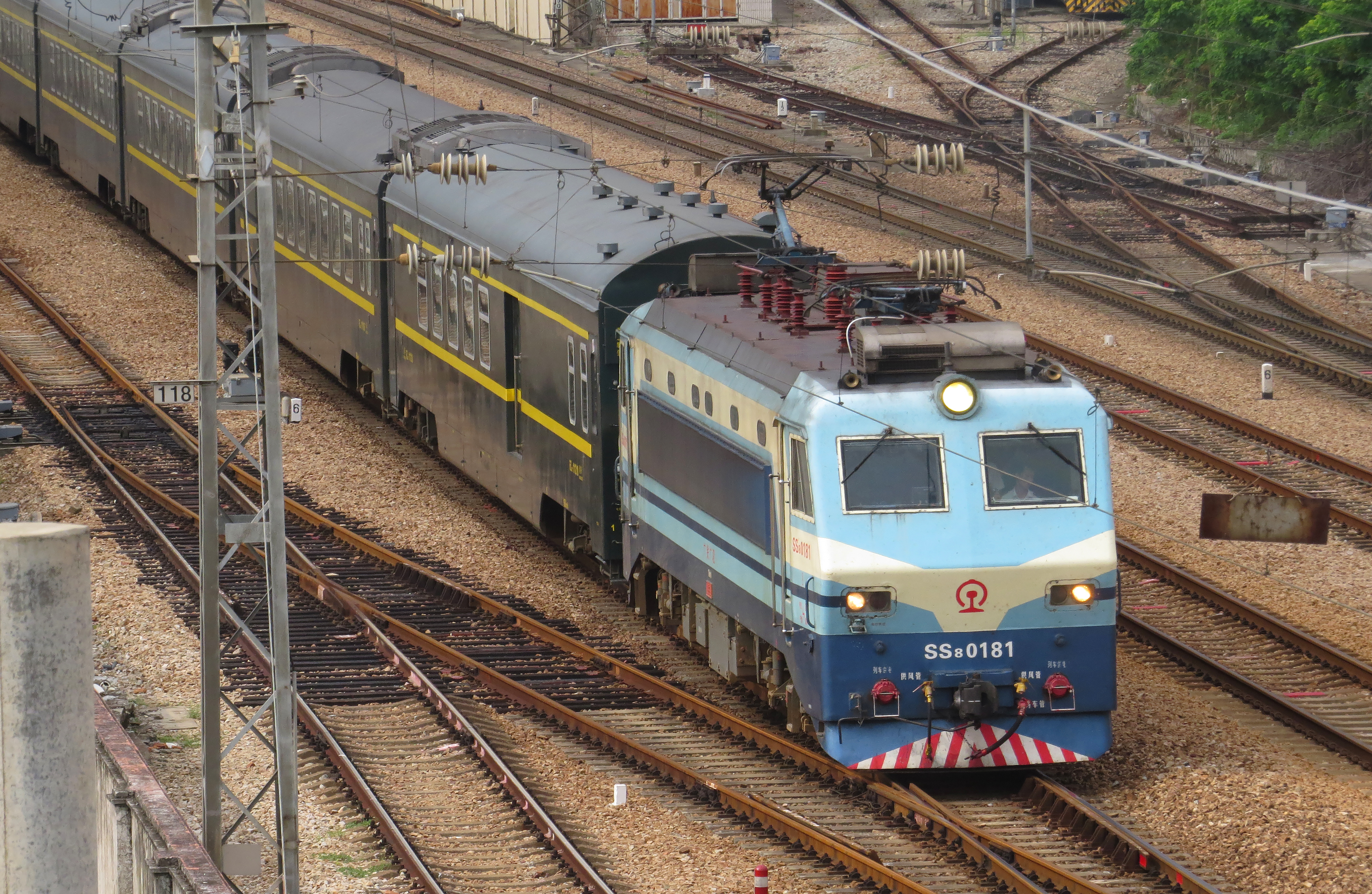
韶山8型0181号电力机车牵引往紅磡站方向的直通车通过筍岗站

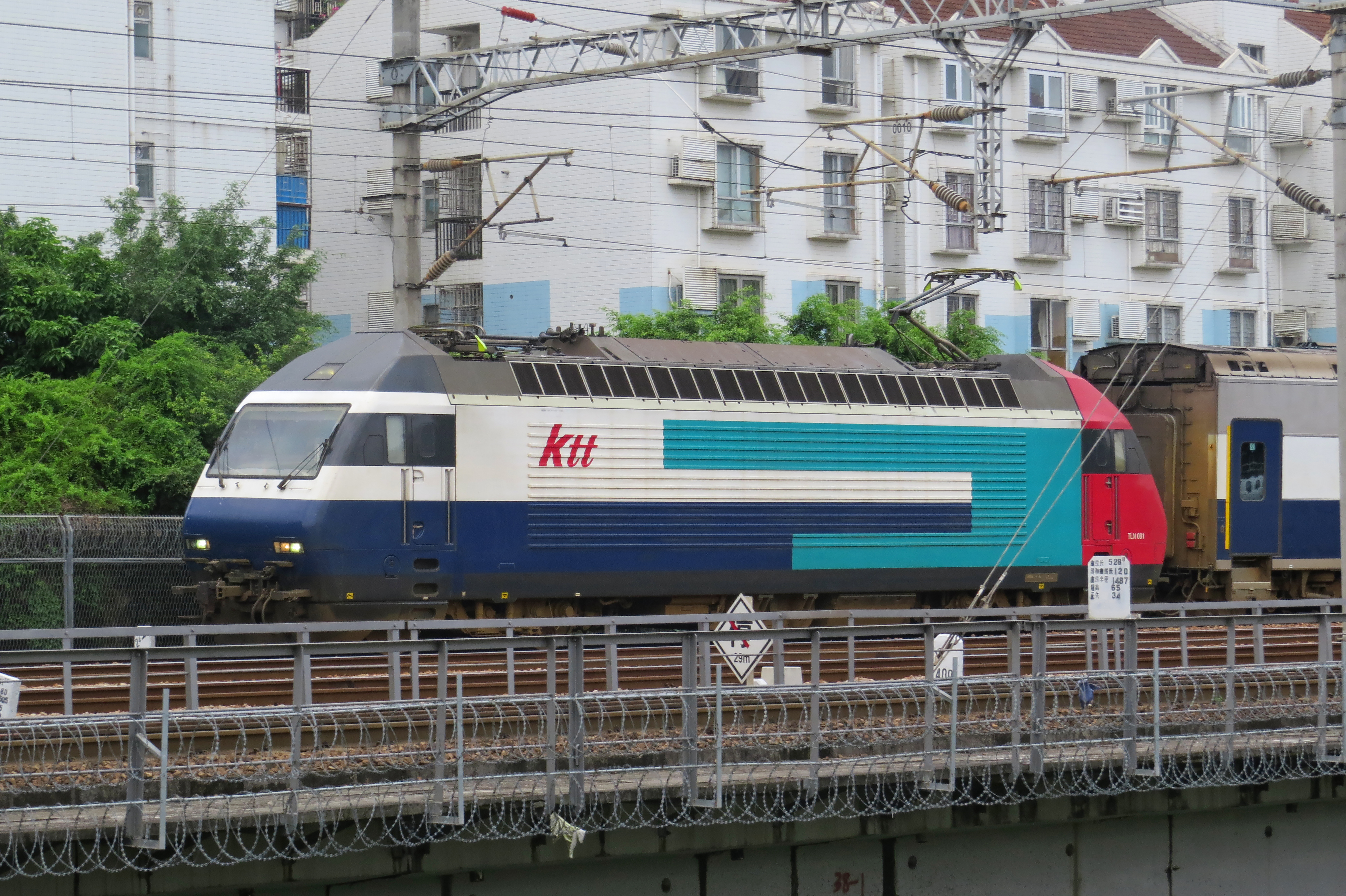
牵引九广通往紅磡站方向的Re 465型电力机车（TLN 001号机车白面）通过深圳市罗湖区桂园街道一带

### 机车交路
截至2020年1月30日暫停服務前，广九直通车由广州局集团使用指定可前往香港的10輛已安裝AWS的韶山8型电力机车（SS8）作为机车，而港铁公司的九广通则使用编号为TLN 001和TLS 002的Re465型电力机车作为机车，正常情况下由兩台以推拉方式牽引，且随机使用机车的紅或白藍端，但如遇上機車故障或例行檢查時则会使用單頭行車。
另外在特殊情况下，SS8可以2部机车重联进入香港或内地段（如有临时受恶劣天气影响/红磡站已有1部机车已在整备中）；而在港鐵Re465機車發生故障時，亦會採用SS8作为補機。
| 车站区段       | 香港红磡 ↔ 广州东 | 香港红磡 ↔ 广州东                                      |
| 担当机车和配属 | 韶山8型电力机车（指定10輛已安裝AWS的電力機車） 广铁广段 广州司机，一正一或二副 （香港红磡 ↔ 罗湖由港鐵领航員带道，不操作列车） | Re465型电力机车 港铁何東樓車廠 港鐵司机 （單司機值乘） |

### 列车编组

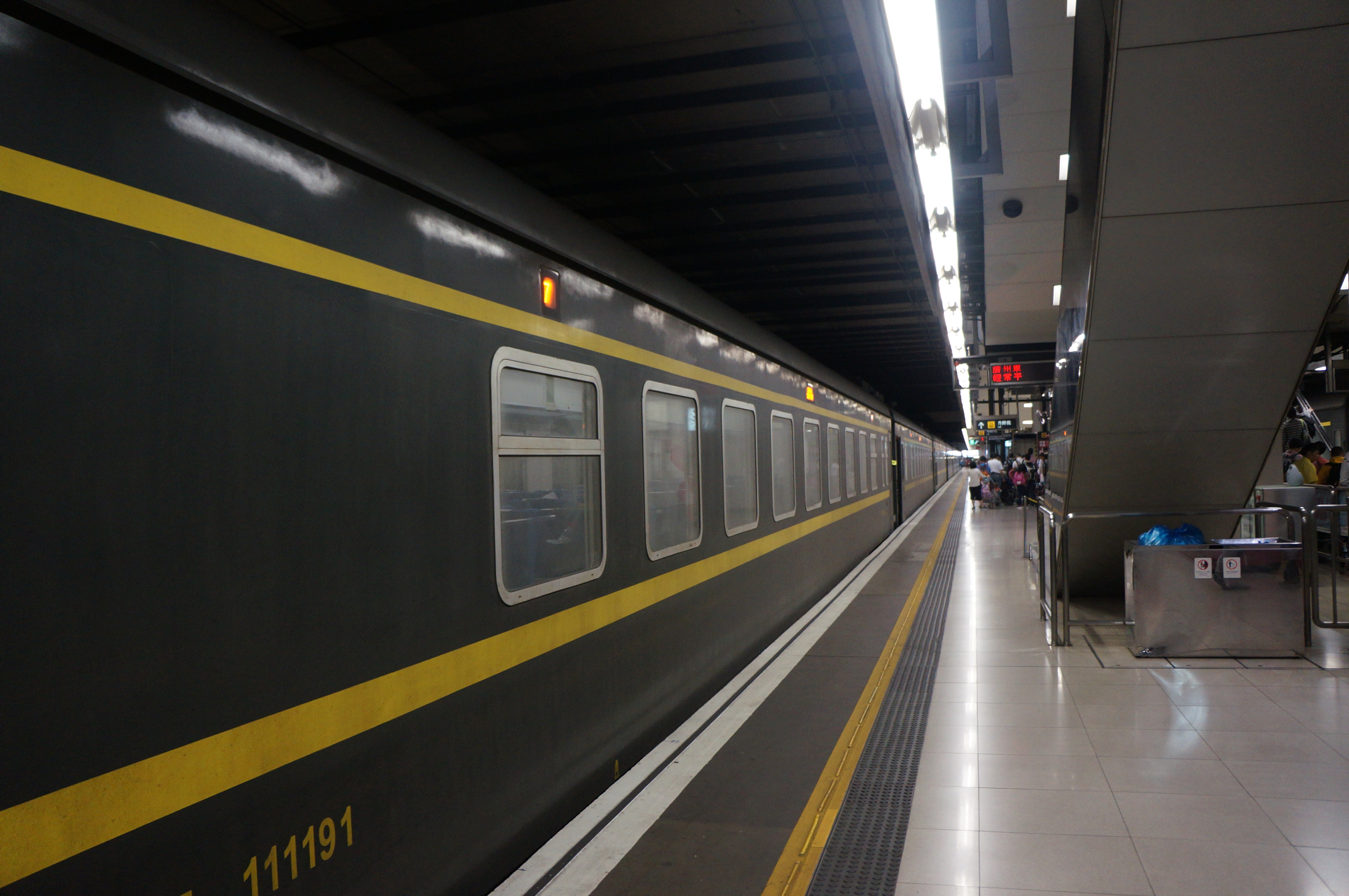
广铁集团南车四方製广九版25T列车停靠在红磡站站台

- 配属广州局集团广州车辆段石牌运用车间的四方制国产25T型客车（香港紅磡方向；往廣州東時車卡編號由10至1排列；此等客車編號除餐車外均以111起首，而在春运、暑假以及广交会等客流高峰期间会加挂车厢，即8-11号车厢，但随着广深港高铁通车后，加挂8-11号车厢的机会减少）。

| 车厢编号 | 1                      | 2-4            | 5              | 6              | 7              | 8-11           |                |
| 车型     | RZXL25T 行李软座合造车 | RZ25T 软座车   | CA25T 餐车     | RZ25T 软座车   | RZ25T 软座车   | RZ25T 软座车   |                |
| 配属     | 广铁广段（牌）         | 广铁广段（牌） | 广铁广段（牌） | 广铁广段（牌） | 广铁广段（牌） | 广铁广段（牌） | 广铁广段（牌） |

- 港铁公司的九广通则使用由日本近畿車輛制的双层客车（廣州東站方向；往紅磡編號由10至1排列；当有一辆特等座车维修时，该车厢则为一等座车；其中会有1-2辆一等座车为行李合造车）。

| 车厢编号 | 1-3              | 4                | 5                | 6-10             |                |                |
| 车型     | T2A/T2B 一等座车 | T1C 001 特等座车 | T1D 002 特等座车 | T2A/T2B 一等座车 |                |                |
| 配属     | 港鐵何東樓車廠   | 港鐵何東樓車廠   | 港鐵何東樓車廠   | 港鐵何東樓車廠   | 港鐵何東樓車廠 | 港鐵何東樓車廠 |

### 車次交路
- Z801-Z802-Z803-Z804-Z805-在港过夜-Z806-Z807-Z808-Z809-Z810（25T客車）
- Z811-Z812（25T客車）
- Z814-Z815-Z816-Z817-Z818-Z819（九廣通列車）

### 服务差別

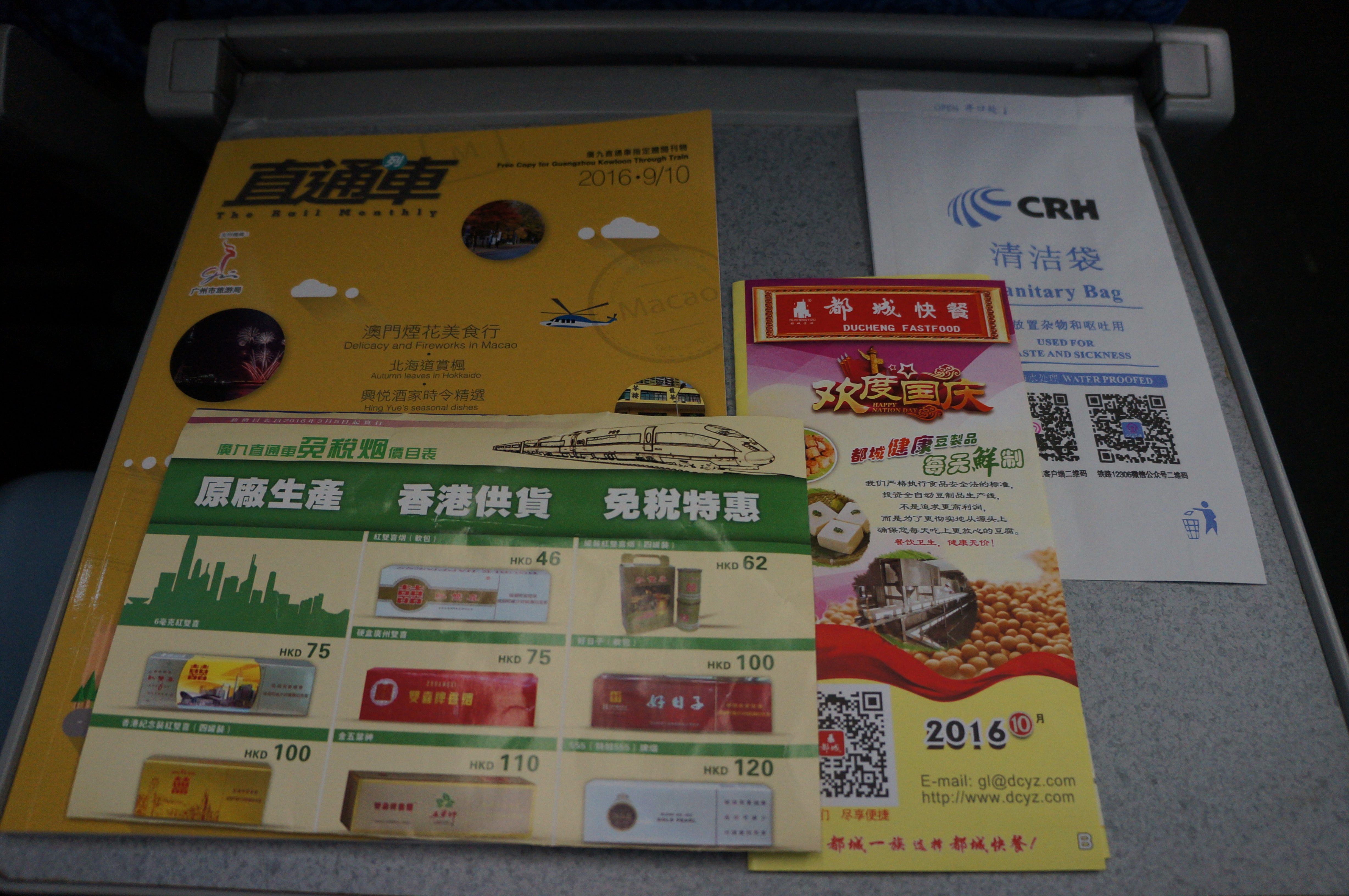
广州局集团担当之列车车上所提供刊物、小册

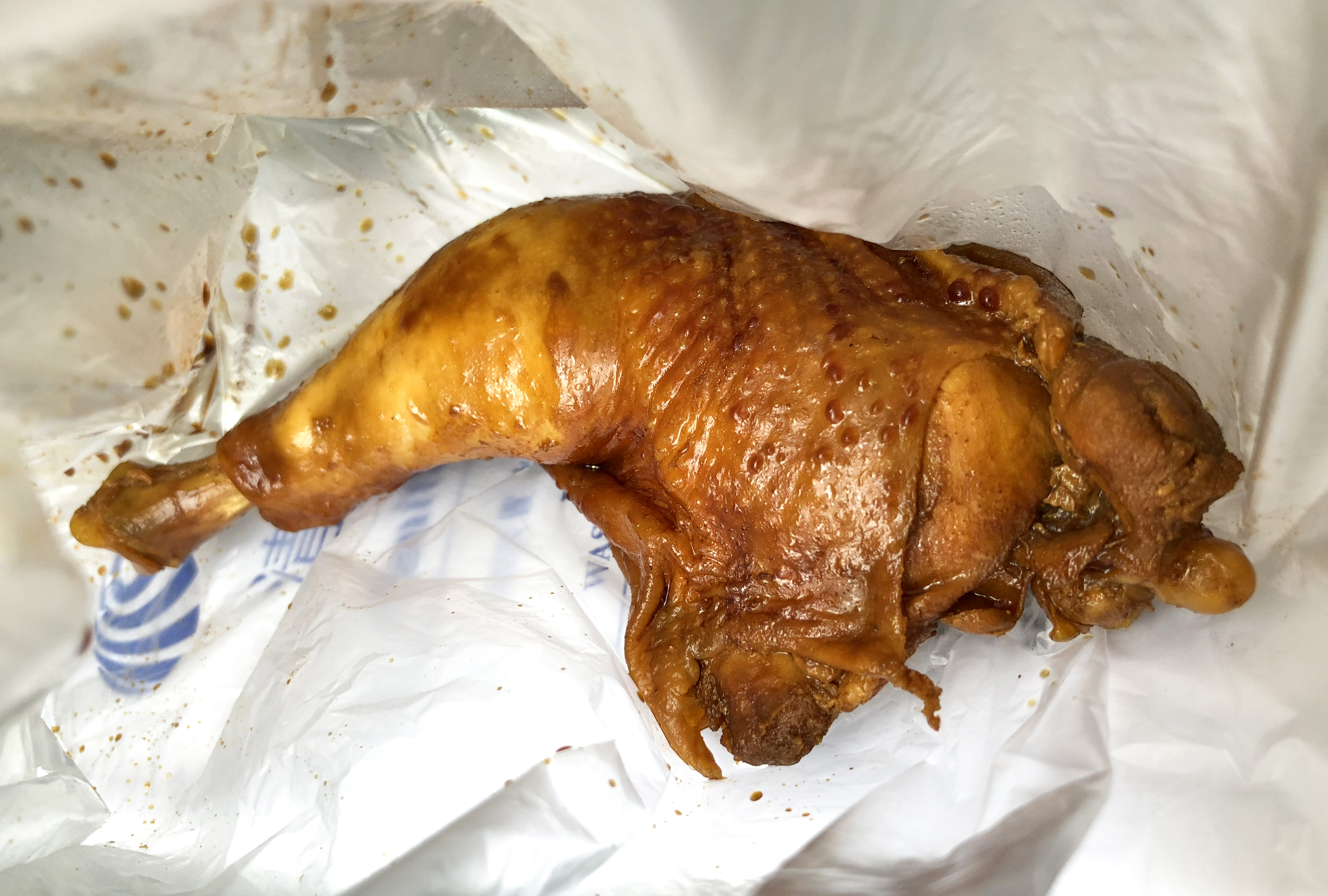
广州局集团担当列车提供的卤水鸡腿

|                                        | 港鐵Ktt九廣通 | 廣州局集團25T |
| -------------------------------------- | --- | --- |
| 座位安排                               | 可以隨選座位（改簽除外） | 當旅客由購買車票至上車後要對號入座，不能隨選座位                                                                                      |
| Wi-Fi服務                              | 有，免費提供服務 | 有，透過車箱接收中國聯通4G訊號轉為Wi-Fi訊號，免費提供服務，只限內地路段。                                                             |
| 贈飲/可購買小食                        | 供美心快餐餐盒、星巴克饮品和兩款小食，包括蛋撻及獨立包裝的食品，附送紙巾（只限特等座）                                                                                           | 出售盒饭（便當）、哈根达斯雪糕和卤水鸡腿，餐车提供即製小菜                                                                            |
| 售卖商品                               | 售賣免税品、旅遊產品及港鐵紀念品 | 售賣免税品、香港电话卡 |
| 洗手間                                 | 每卡車廂有兩個西式洗手間 | 每卡車廂有兩個洗手間，分中式和西式，其中第一卡為中式洗手間，其餘車廂為西式洗手間。                                                    |
| 餐車                                   | 無 | 有 |
| 可供乘客使用的電源                     | 提供充電器借用服務 | 中國三腳電源插座 |
| 自動體外心臟去顫器及具急救資格之乘務員 | 有 | 無 |
| 車廂廣播                               | 由乘務員讀出粵語、普通話、英語三語廣播 | 以语音合成报站提供普、粤、英三語廣播                                                                                                  |
| 水牌信息/車站名稱                      | 車外電子水牌显示显示前往的终点站信息，并以繁体中文/英文交替顯示。而頭尾兩站標記為「廣州東」/「紅磡」及「回廠」。英文分别使用「GZ Dong（原Guangzhou）」/「Hung Hom」和「Depot」。 | 車外電子水牌显示车次以及始发站→终点站信息，以简体中文顯示。而頭尾兩站標記為「广州东」及「香港红磡」。在行駛途中，電子水牌或會被關掉。 |
| 座位附設的餐桌                         | 座位前設有可摺疊的餐桌。一等及特等車廂部份座位設有可摺疊的四人餐桌，特等車廂部份座位設有可摺疊的二人餐桌。                                                                       | 每個座位前設有可前後摺疊的餐桌。 |
| 提供刊物                               | 提供免費車上刊物《直通車》，以繁体中文印刷，由港鐵公司及廣深鐵路股份授權新華通訊社香港分社附屬公司出版。                                                                         | 提供免費車上刊物《直通車》，以繁体中文印刷，由港鐵公司及廣深鐵路股份授權新華通訊社香港分社附屬公司出版。                              |
| 座椅方向                               | 部分座椅无法调向 | 与行驶方向保持一致，到达终点站后由工作人员调向                                                                                        |
| 中途站下车车厢                         | 常平站為6号車廂（回港為7号車廂） | 常平站為1、2、3号車廂 |

### 历代使用车辆
| 年代                      | 廣九直通車使用车辆 |
| ------------------------- | --- |
| 1949年10月前              | - 九广鐵路局的蒸汽機車和铁路客车 - 廣州淑女（Canton Belle）/ 大埔淑女（Taipo Belle）柴油轨道车（1936~1937年）型號：HALL-SCOTT |
| 1979年－1984年            | - 東風3型内燃机车牵引四方厂制24型空调客车 - 25型空调客车 |
| 1984年－1994年            | - 牵引机车：ND2型内燃機車 / 東風4B型内燃機車（90年代起） - 车辆：25型空调客车 / 25B型客車 （佛山-九龙直通车，1993年起） |
| 1995年－2007年4月         | - 广州-九龙： - 東風9型内燃机车（2003年）、 指定五輛韶山8型電力機車（1999－2002/2004年）、東風11型内燃機車牵引25Z型客車 - X2000摆式高速列車（「新時速」）（1998年8月28日至2007年4月19日止） - 九廣鐵路公司的Ktt 九广通列车（1998年8月28日起） - 肇庆-佛山-九龙： - 東風4B型内燃機車牵引25B型客車（至2000年10月止） - 東風11型内燃机车牵引25C型客車（2000年10月至2007年4月止） |
| 2007年4月－2012年12月     | - 肇九直通车： - 東風11型内燃機車牵引25Z型客車（至2012年12月20日尾班往廣州東列車為止） - 廣九直通车： - 韶山8型電力機車（2009年5月14日起）牵引25Z型客車（至2012年12月21日首班往廣州東列車為止） - Ktt 九广通列车 |
| 2012年12月－2020年1月30日 | - 肇庆/佛山-广州东（至2019年7月9日為止）： - 東風11G型内燃機車牵引四方製國產25T型客車 - 广州东-香港红磡： - 指定十輛韶山8型電力機車牵引四方製國產25T型客車 - Ktt 九广通列车 |

### 研究使用车种
广铁曾考虑将以下列車投入廣九直通車以加強服務，但礙於不同原因而导致计划搁置。
- DJJ1型动车组：有鉴于SJ2000列车在广九直通车服务上的成功经验，广深铁路曾打算於2001年引入衍生型「蓝箭」动车组至直通车车队，並於同年到港进行动态测试，最后因无法通过测试而搁置。
- CRH1A型「和谐号」动车组：随著中国铁路於2007年4月18日進行第六次大提速，广州铁路集团研究亦在广深铁路开行CRH1A型「和谐号」动车组，原定会於2007年年底起，在广九直通车加入动车组车次[62]（当时预留了D701—D730作为直通车车次，运行时间约96分钟，较原有准高速列车缩短约20分钟），然而由於在港方動態測試（由SP1900列車加上相應厚度的發泡膠，以模擬CRH1行駛）中，證實其车身宽度3328mm不可以安全通过香港路段东铁线部分路段（尤以大学站弯位为主要问题所在）[63]，因此计划搁置。
- CRH5A型「和谐号」动车组：CRH5A动车组车身宽度3200mm可以安全通过香港东铁线所有路段，但由於列车早期属北部寒冷地區使用的车型，要待南部地區的武汉铁路局购置的10列CRH5A动车组在当地实际的运行成果后，广州铁路集团才会考虑引入此款动车组担当广九线列车，但广州铁路集团其后改为向中国南车四方股份公司购买25T列车取代25Z列车，引入动车组的计划也随之搁置。
- 和谐1D型电力机车，由于韶山8型电力机车已经开始老化并达到除籍标准，广州局集团目前已向中国铁路公司申请，改用配属广铁广段的和谐1D型电力机车担当城际直通车在九广铁路的本务机车。但是因2019冠状病毒病疫情爆发，直通车服务暂停而搁置。

## 问题与事故

### 污物排放問題
在直通車於1979年4月4日復辦以來，由於當時中國提供的客車中，大多數的洗手間均不設集便裝置，乘客如廁期間，污物會直接排放在路軌上。隨著九廣鐵路英段範圍於1980年代進行電氣化，九鐵方面也禁止無集便裝置的直通車在香港段範圍內排放污物，因此列車由中國大陸進入港段期間及列車通過石龙橋期間，乘務員會把列車洗手間鎖上。按照《香港鐵路附例》（香港法例第556B章）第6條，無集便裝置客車在港段排放污物會觸犯有關法律。
直通車首款裝有集便裝置的客车，為中韓合製的25C型客車，曾於2000年至2007年間行走肇港直通車。另外中國從瑞典購買的「新時速」X2000型、九鐵從日本購買的「九廣通」KTT客車车厢及目前运行沪九直通车和京九直通车的25T型客車以及广铁集团于2012年12月21日在广九直通车投入营运的25T型客车亦有集便装置。
2011年2月10日下午，中国政法大学资本研究中心主任刘纪鹏乘坐广九直通车由香港返回大陸，当想如厕时却被告知在香港境内列车厕所不开放，被拒如厕。事后刘纪鹏除了在列车上的意见本反映有关意见，并于其腾讯微博指「高铁都能造得出来，难道列车的排放问题就解决不了？」。这条信息迅速引起了多方关注，在发布当天就被转播超过800次，而《南方都市报》、凤凰卫视等媒体都对此事进行了报道。对于厕所引发的「纠纷」，广铁集团广九客运段于翌日（2月11日）作出了回应，表示「直通车厕所改造问题已在计划中，并且也将因为此事件的发生而提速 」，并表示进行厕所系统改造后的列车将于當年4月投入服务，但当时的编组中仅4号车厢和7号车厢加装了集便器。

### 噪音
行駛廣九直通車的部分車型如東風11型機車行駛時十分嘈吵，噪音音量亦比雷聲更甚。而這個問題到了2012年12月23日起所有直通车介乎广州东站至紅磡站区段全部改由韶山8型电力机车牽引后有較大改善。

### 事故
- 1948年9月3日，当日天气十分恶劣，一趟开往香港的7次特别快车于下午1時55分由广州东站开出，下午5時30分当运行至李朗站、布吉站之间，在近布吉东面松原坡之斜坡上列车突然脱轨，颠覆客车7辆，包括头等车两辆、二等车两辆、三等车两辆及餐车一辆，机车沿山坡跌入水田，200多条枕木及道轨全部损坏。由于列车满载乘客，事故造成严重死伤，死者70余，伤者约百人。由于布吉接近深圳和香港，故伤员都被连夜送往九龙医院救治。事后成立「广九路覆车调查团」，调查结果认为，事故发生路段铁轨多处弯曲，轨道夾板、螺栓被拆，同时由于当日列车晚点，故超速运行，导致事故的发生[72]。
- 2009年3月19日，一列由廣州駛往香港的T801班次直通車，過境後駛進羅湖站時被發現車頂躺有一名男子。列車其後駛入馬場站接受調查，消防員從車頂救下一名已全無知覺的內地男子，經送院證實死亡，而其身體有遭電擊傷痕。此列車共有11卡，18日早上8時19分從廣州東站開出，載有250名乘客經東莞到香港，原預計早上10時12分抵達紅磡站。警方調查相信有人於列車在廣州東站開車前，即架空電纜尚未通電之時，趁機爬上車頂準備偷渡來港，豈料在列車啟動不久，便遭電壓高達25,000伏特的電纜電死。[73]
- 2015年2月3日，一輛由紅磡站開往廣州東站的Z826次[74]九廣通（Ktt）列車，中午準備駛入東鐵大埔墟站之際，牽引列車的Re465型電力機車TLN 001號的制動系統懷疑發生故障导致车辆停止运作，逾三百名乘客被困車廂約兩個半小時，其間列車一度停電，乘客在無冷氣車廂內呆等，有人直言「冇冷氣搞到就嚟缺氧！」港鐵向受影響乘客致歉，並提供餐飲券作補償。[75]
- 2015年5月23日，受內地惡劣天氣影響，一列紅磡站開往廣州東站的Z808次[76]廣九直通車中午駛至大埔墟站時，收到內地通知深圳一段鐵路出現水浸情況，須暫停站內等候，車內數百名乘客及職員被困逾兩小時。受事故影響，多班直通車班次均受延誤或取消，紅磡站大堂逼滿乘客，東鐵服務未受影響。[77]
- 2016年5月14日9時01分，由廣州東站開往紅磡站方向去的Z801次列車在接近常平站時，由於機車SS8 0192突然斷電，停靠在了常平站上行咽喉區，無法進入常平站。為防止偷渡及非法出入境事件等發生和維護旅客安全，中國邊檢東莞邊防檢查站常平分站「處突尖刀分隊」在列車車頭、車廂兩側、車尾都守衛警力，開展監護工作。故障於11時32分排除，Z801次列車順利駛向香港。期間沒有香港及內地旅客私自上下車，亦沒有發生安全事故。[78]
- 2017年9月2日，城際直通車一班原定於晚上6時44分，由紅磡開往廣州東的內地列車，疑因為機頭故障運作不暢順，未能如期開出。其間港鐵緊急調動原定於8時01分開出的列車機頭，接載乘客繼續行程，以致8時01分的班次需取消，最後直通車於晚上8時52分開出。[79]
- 2017年12月8日，晚上10時許，港鐵東鐵綫大圍與沙田路段，由於有正牽引廣九直通車往港鐵何東樓車廠北廠過夜的ER20型柴油機車（8002號）出現設備故障，東鐵綫來往紅磡站及羅湖站的行車時間預計需要額外10至15分鐘。紅磡站往來羅湖站一度每20分鐘一班。至晚上10時30分，故障的直通車及港鐵機車已被移離行車綫，東鐵列車服務逐步回復正常。[80][81]

### 事件
- 1979年广九直通车恢复运行后，列车在香港境内运行时时常受到虚假举报电话影响而晚点。这些电话声称轨道上有石头、树干甚至是炸弹等障碍物，使得列车不得不临时停车，待线路检查完毕后才能继续行驶。但事实上到2014年时，九广铁路香港段线路从未出现过真正的障碍物或炸弹[60]。

- 2019年9月17日，由于東鐵綫列車出軌，沪九直通车和6对广九直通车被取消[82]。

- 2019年10月4日，反對禁止蒙面規例示威中，一群不明身份的人对港铁粉岭站实施破坏时，一列于晚间11点途经粉岭站的广九直通车被袭击。袭击者用工具击打25T型客車的车窗和车身。[83]列车离站后，袭击者随即将障碍物投入轨道[84][85]。后就列车被袭事件，港铁向《环球时报》发送声明，声明中提及列车班次为Z810。列车自粉岭站驶出后，因东铁线被投掷障碍物，一度被迫停留在粉岭站和上水站之间[86]。受此影响，多趟10月5日发车的广九直通车车次取消[87][88]，至6日仍有一些车次取消[89][90]。11月19日，又有9对车次被取消[91]。

## 外部連結
- 港鐵公司 - 城際客運服務 （页面存档备份，存于）
- YouTube上的懷念九廣東鐵 - 珍藏歷史片段
- 广九直通车时刻表 - 广深铁路股份有限公司 （页面存档备份，存于）
- 香港鐵路大典上的相关条目：廣九直通車